# Geflügeltes Nashorn

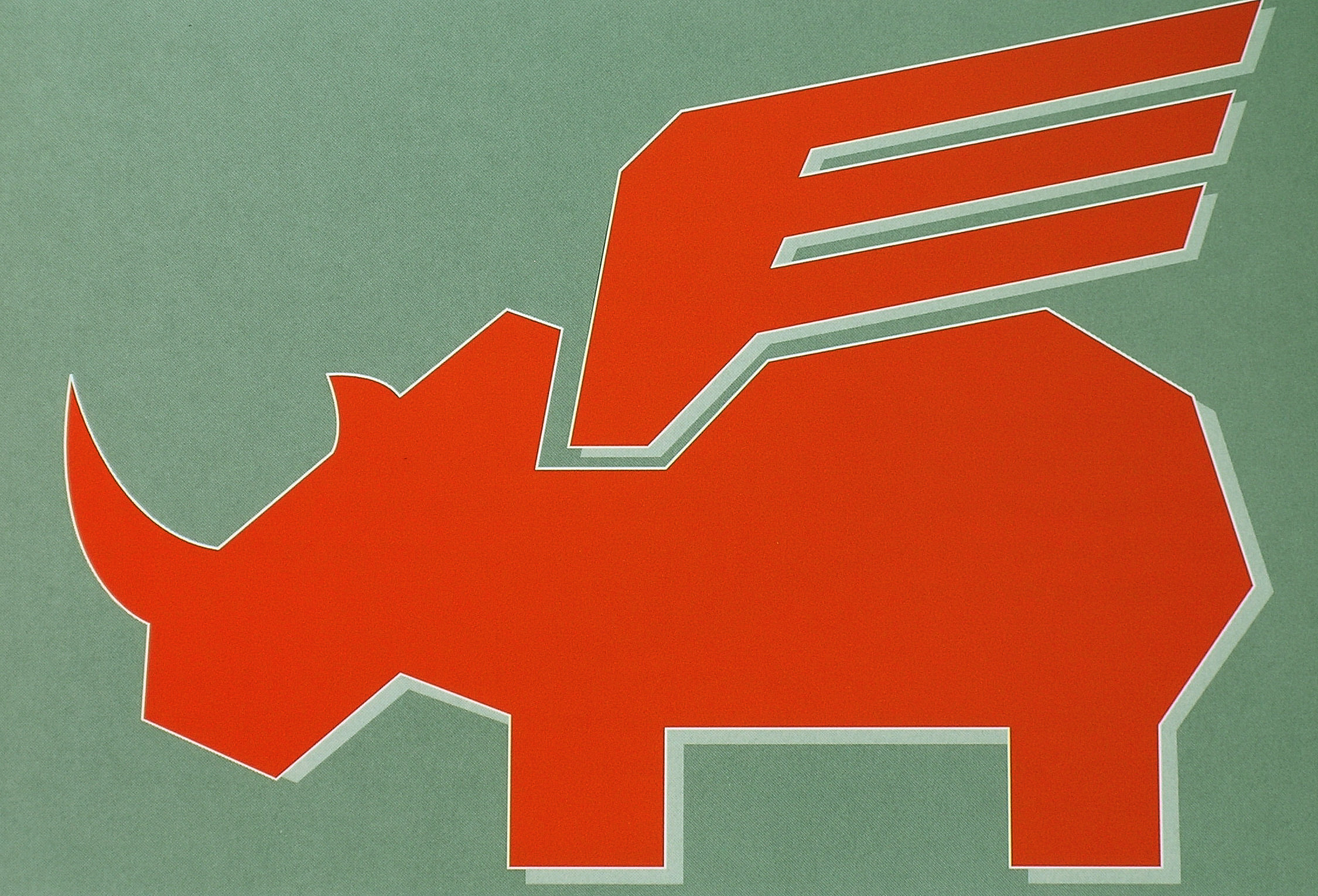
Rhinoceros-alatus-Logo

Das Geflügelte Nashorn (auch Dortmunder Nashorn) ist eine Nashornfigur mit Flügeln („Rhinoceros alatus“). Es wurde während der Planungsphase (2000 bis 2002) des Dortmunder Konzerthauses als Wappentier ausgewählt, wobei es zwei Ideen zum Ausdruck bringen soll: Erstens: Obwohl das Nashorn ein recht bodenständiges Tier ist, hat es doch ein sehr feines Gehör und ist deshalb ein ideales Konzerthaus-Wappentier. Zweitens: Das geflügelte Nashorn soll dem Pegasus gleich beflügeln und zu immer neuen gedanklichen Höhenflügen anregen. So soll der Geist der Konzertbesucher auf den Schwingen des Nashorns immer ungehinderten Zugang zur Kunst haben.
In den Jahren 2005 und 2006 wurde dieses Wappentier für eine Kunstaktion in der Dortmunder Innenstadt gewählt. Sponsoren konnten für 3000 Euro eine Basisversion dieses etwa 2 Meter langen und 1,5 Meter hohen Tieres erwerben und in Zusammenarbeit mit lokalen Künstlern und Jugendgruppen bemalen und künstlerisch gestalten. Die fertig gestalteten Nashörner wurden dann im Jahr 2006 an markanten Punkten in der Dortmunder Innenstadt aufgestellt. Zum Höhepunkt dieser Kunstaktion befanden sich über 120 lebensgroße Nashornfiguren in der Stadt.
Während der Fußball-Weltmeisterschaft 2006 wurden zusätzlich von der Stadt Dortmund Nashörner in den Landesfarben der in Dortmund spielenden Nationen angefertigt und vor dem Stadthaus platziert. Diese Nashörner entwickelten sich zu einem Fotomotiv für die Gäste der Fußball-Weltmeisterschaft.
Nach dem Ende der Kunstaktion verblieben die Nashörner im Besitz der Sponsoren. Einige befinden sich bis heute in der Dortmunder Innenstadt. Die Nashörner in den Landesfarben wurden versteigert.

## Standorte des Nashorns

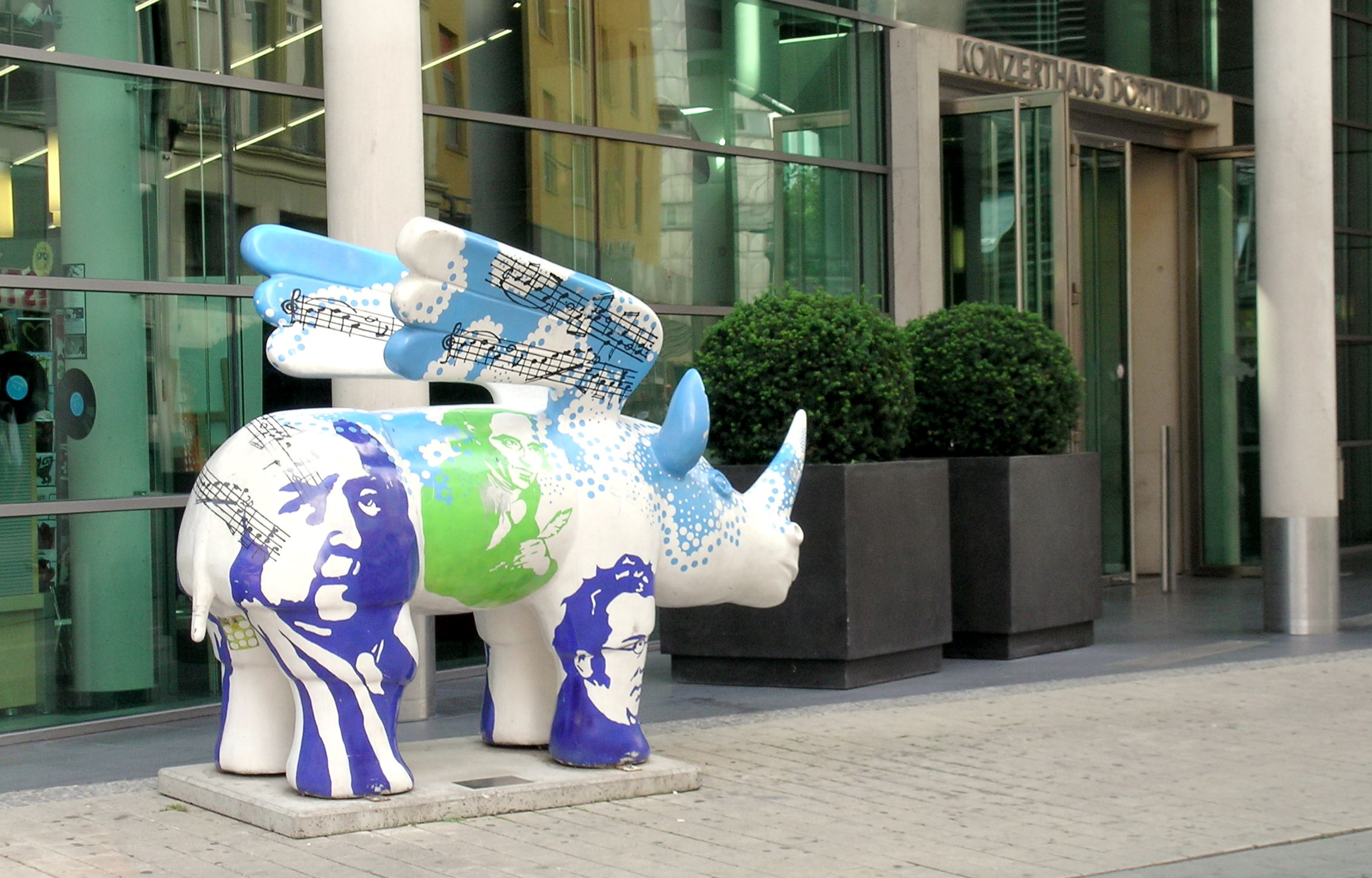
Konzerthaus
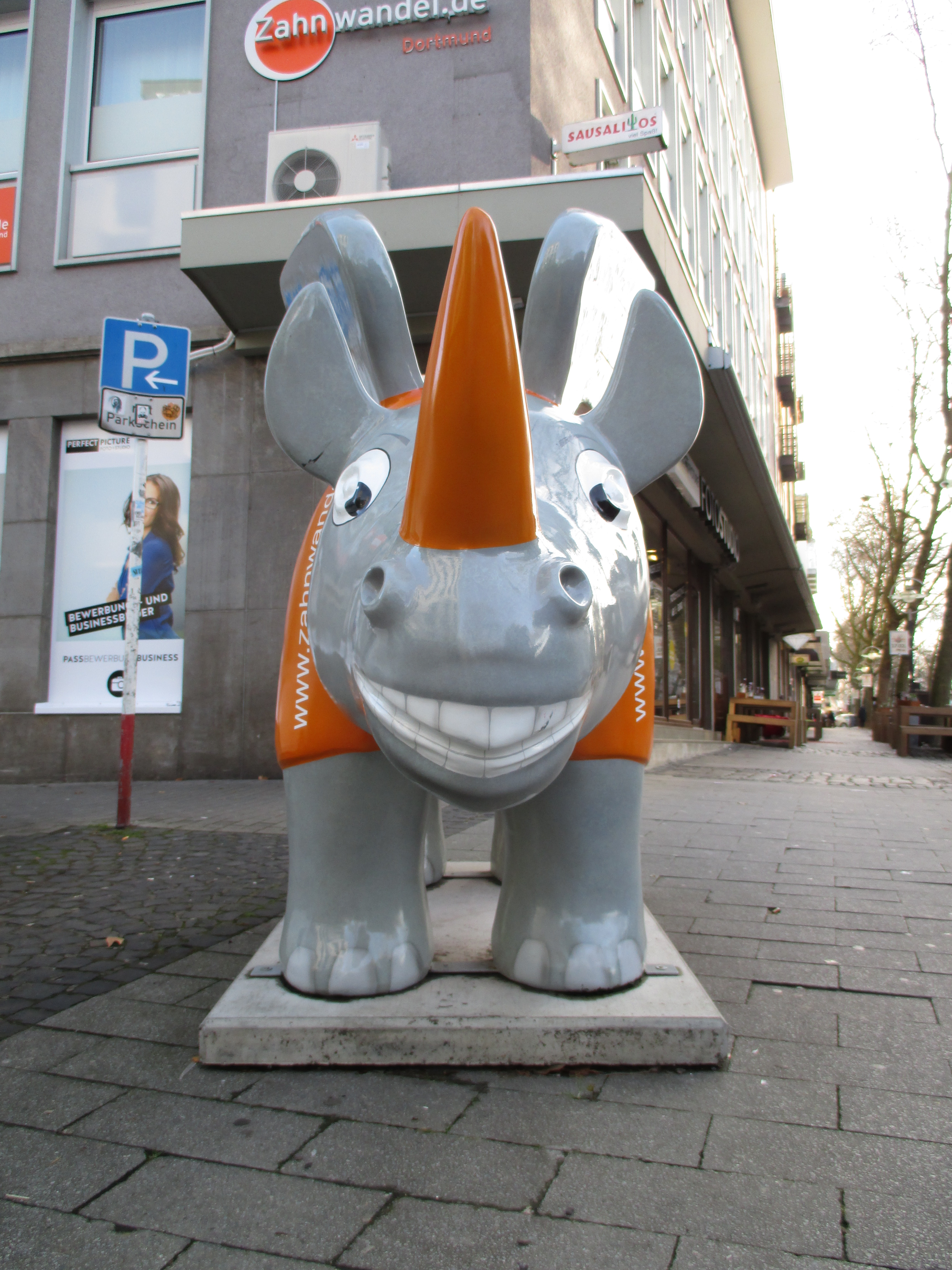
Viktoriastraße/Kleppingstraße
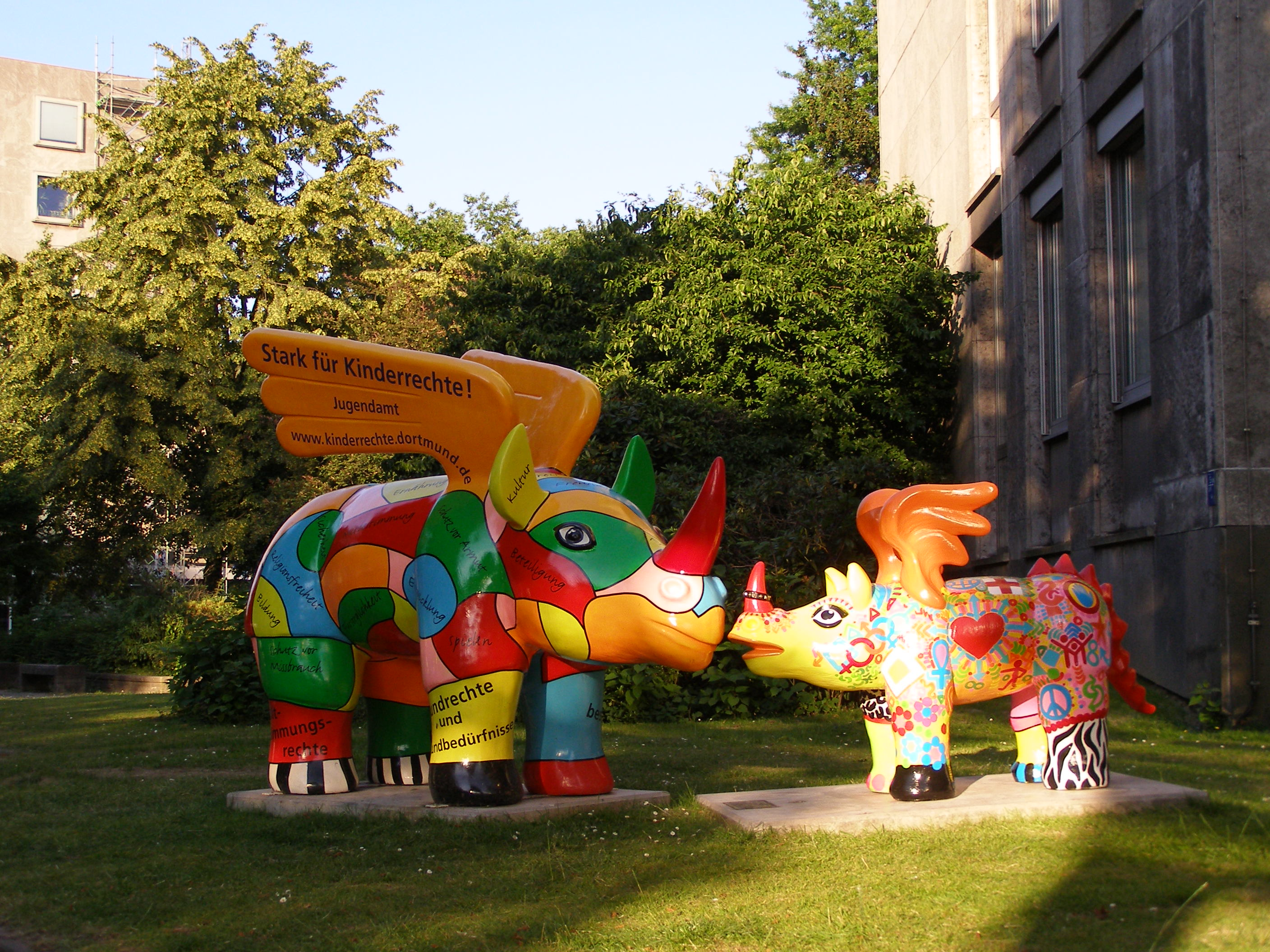
Jugendamt, Ostwall
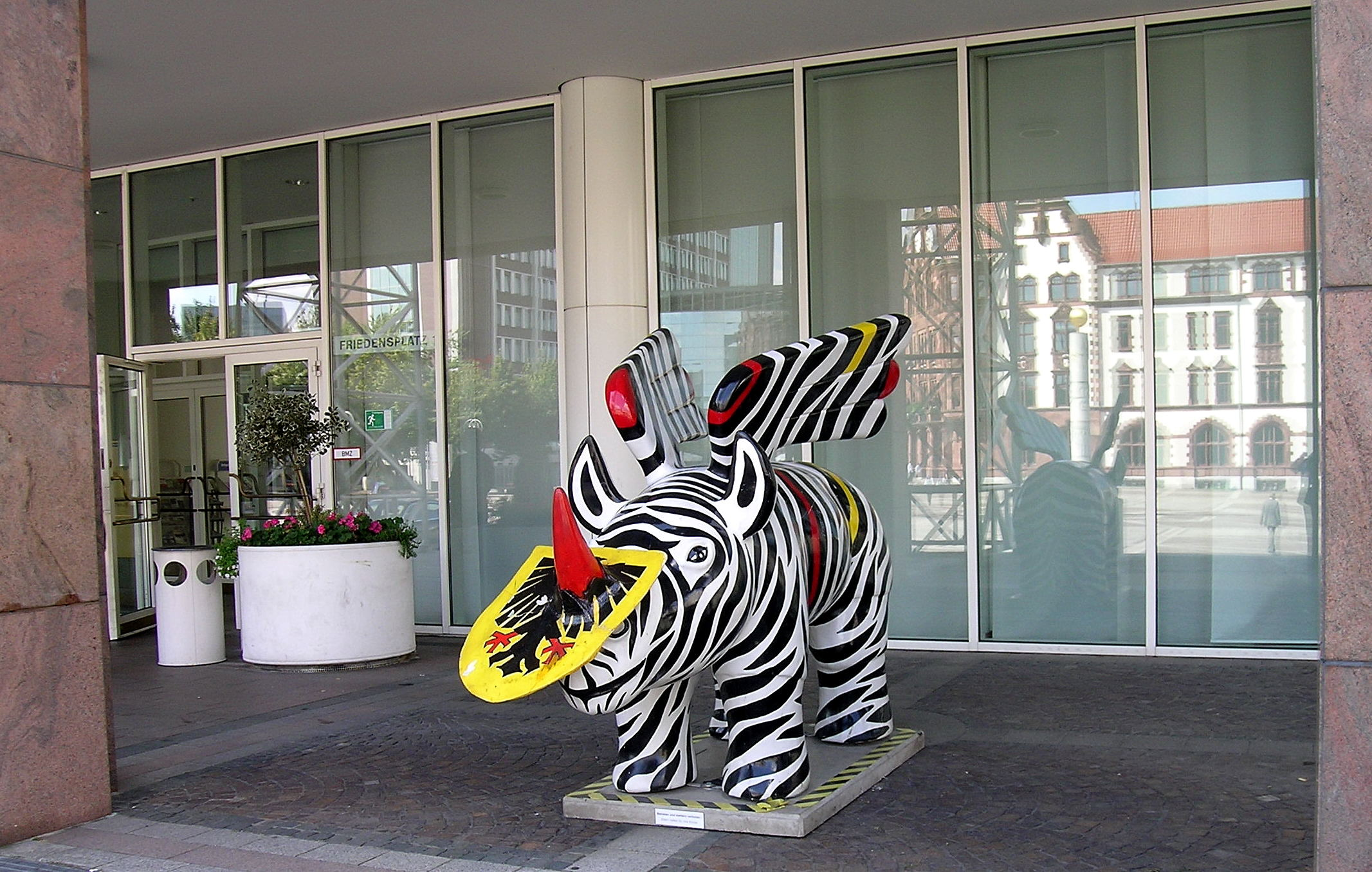
Rathaus
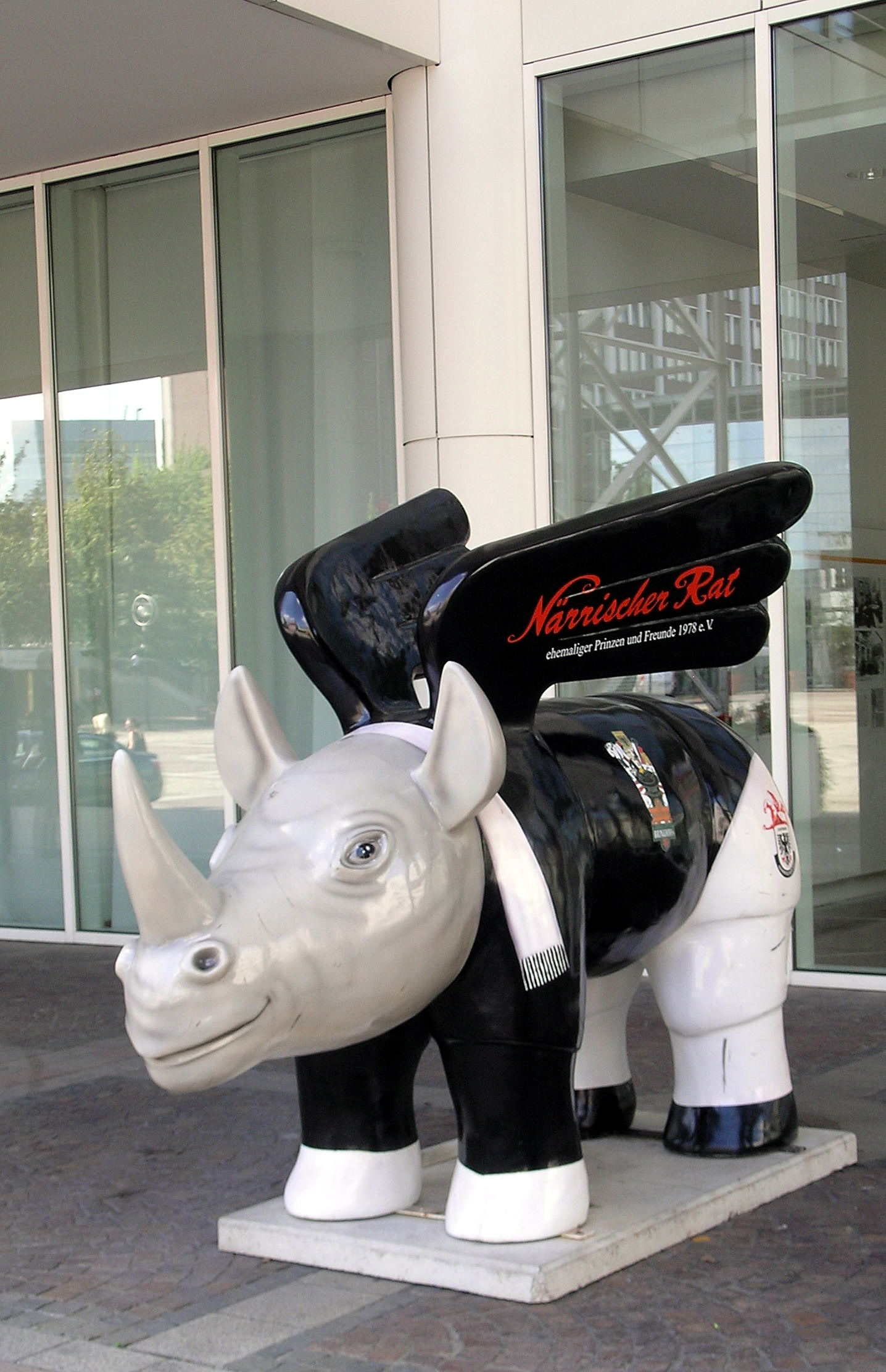
Närrisches Nashorn
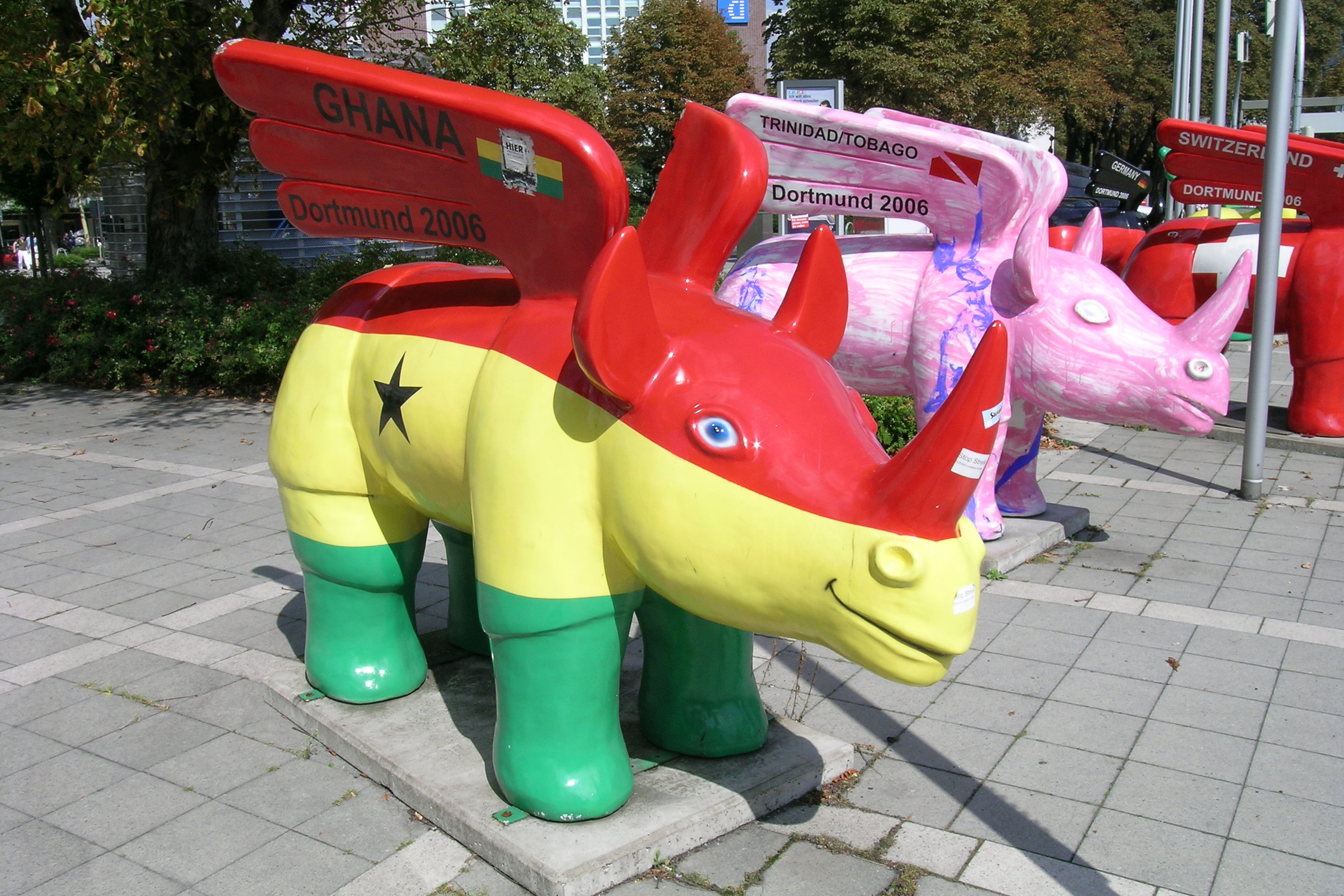
Wall
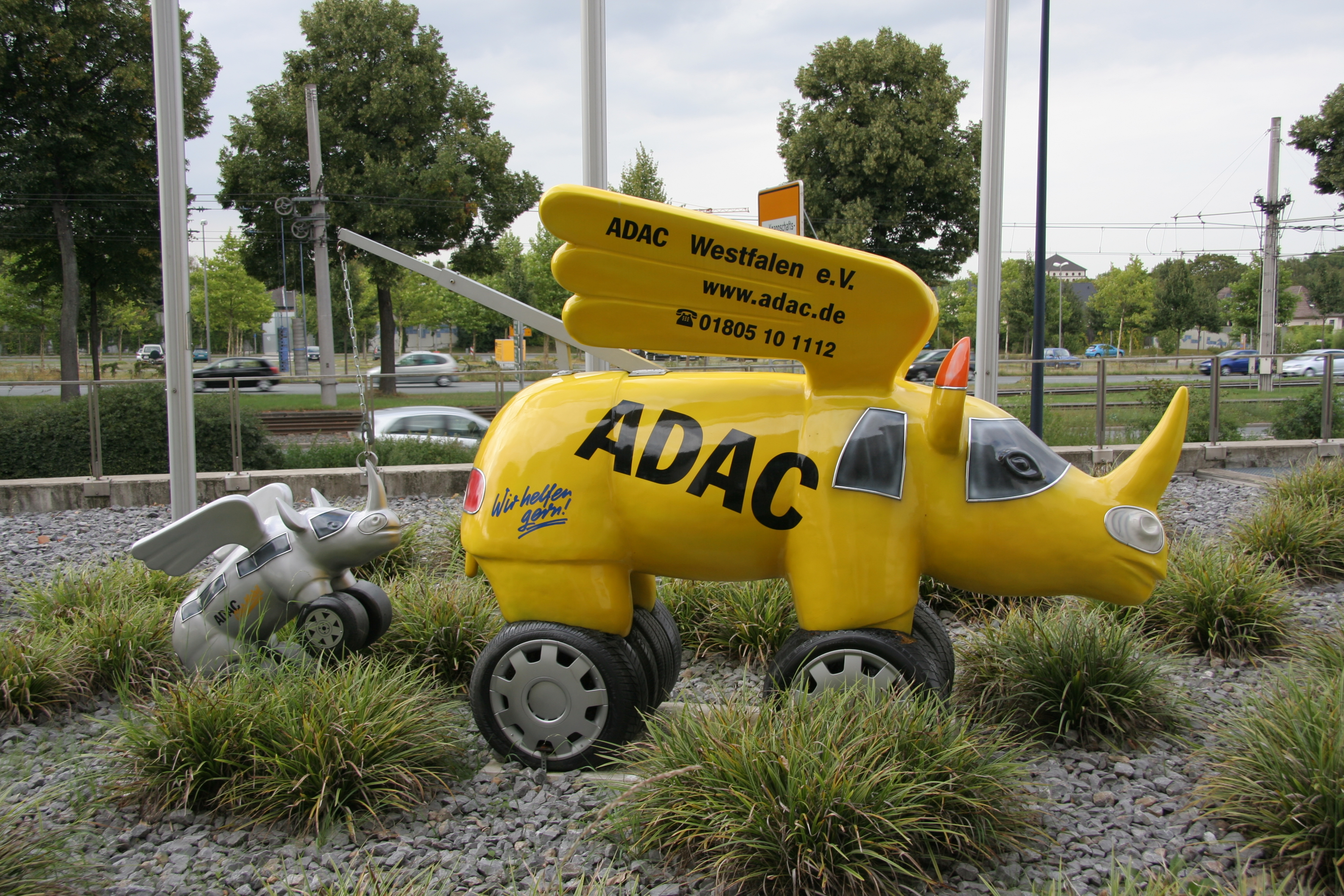
Freie-Vogel-Straße
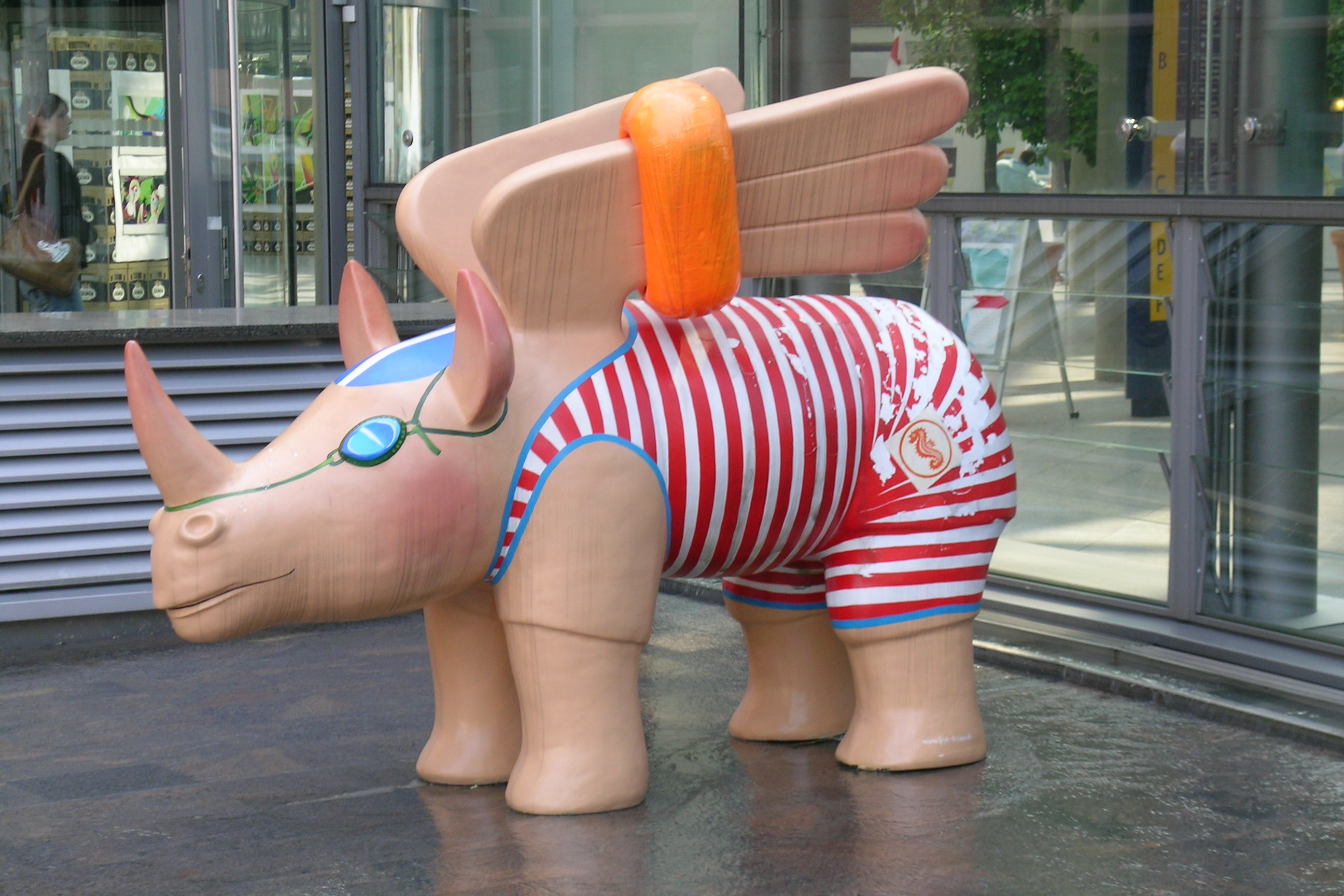
Südbad
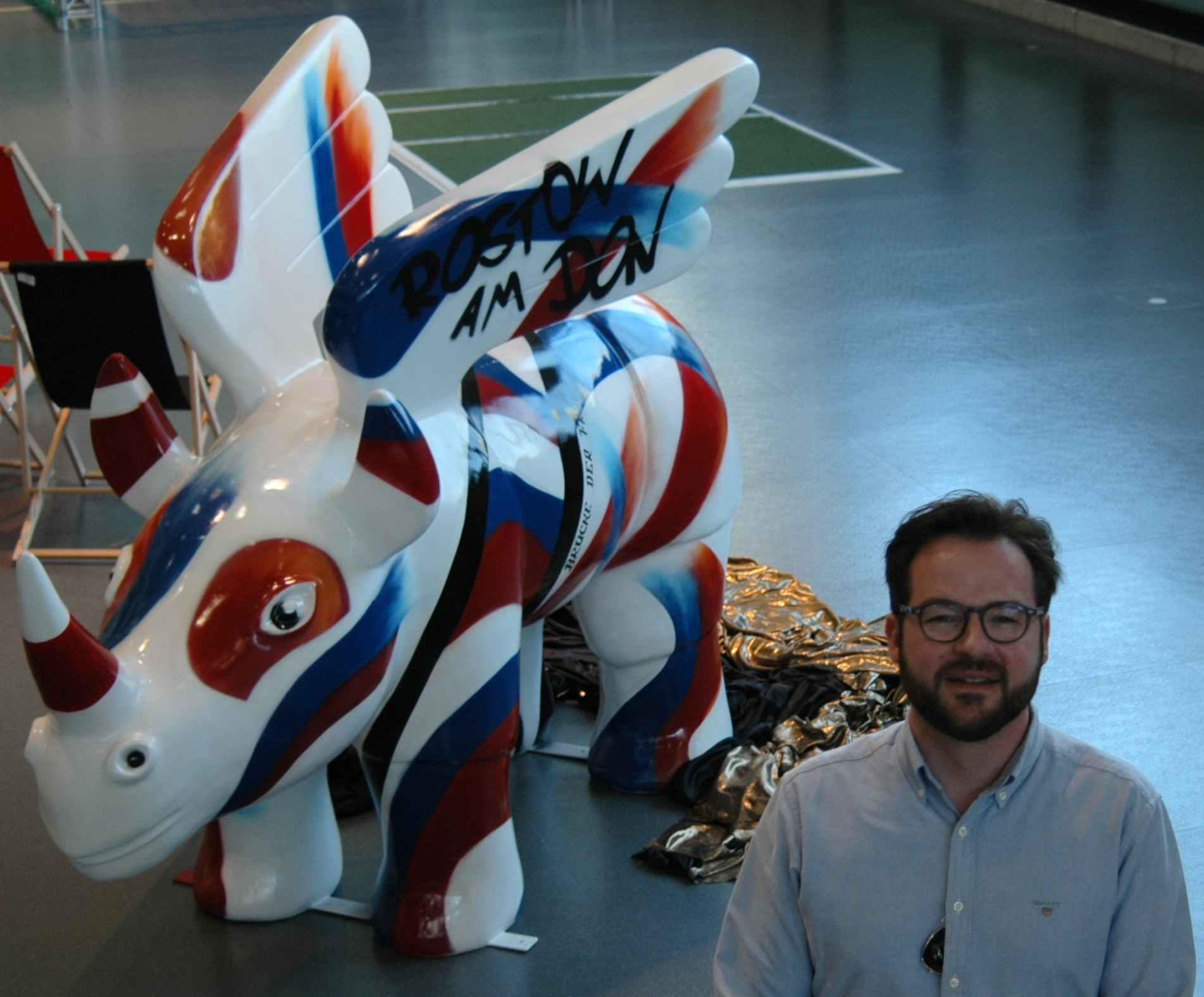
Deutsches Fußballmuseum, Dortmund/Rostow-Rhino von Graffitikünstler Friedrich Lohmeier

## Vergleichbare Aktionen
Seit den 1990er Jahren gab es in verschiedenen Städten mehrerer Länder ähnliche Aktionen, die bekannteste City-Aktivität sind die Buddy Bären in Berlin, weitere: siehe Tierparaden.